# Ambulyx rudloffi
Ambulyx rudloffi là một loài bướm đêm thuộc họ Sphingidae. Nó được tìm thấy ở Papua New Guinea.